# Vaguit Alekperov
Vaguit Ioussoufovitch Alekperov (azéri : Vahid Yusuf oğlu Ələkbərov, russe : Вагит Юсуфович Алекперов), né le 1er septembre 1950 à Bakou, est un homme d'affaires russo-azerbaïdjanais. Il est le PDG de Lukoil de 1993 à 2022.
D'après Forbes Magazine, il détient la 7e fortune de Russie (10,5 milliards de dollars) et fait partie des oligarques russes.
Le 28 février 2022, en réaction à la crise ukrainienne, son nom est inscrit sur la liste européenne des personnalités non grata dont les avoirs sont gelés.
Il démissionne de ses fonctions à Lukoil le 21 avril 2022.

## Distinctions
- Ordre de l'Insigne d'honneur (1986)
- ordre de l'Amitié (Russie) (1995)
- Ordre du Mérite pour la Patrie (2014)
- Ordre de Saint-Serge de Radonège (2006)